# Roquelor
Roquelor (oder frz. Roquelaure) ist die Bezeichnung für einen schweren Wollmantel, der von den Infanteristen der preußischen Armee des 18. Jahrhunderts getragen wurde, zu deren Ausrüstung ansonsten kein Mantel gehörte. Roquelors wurden von den Schildwachen bei kaltem und stürmischem Wetter im Freien getragen und bei der Wachablösung dem jeweiligen Nachfolger übergeben. Jede Kompanie hatte nur wenige Exemplare. Über das Aussehen des Roquelor sind Einzelheiten nicht bekannt. Wahrscheinlich war er ein Radmantel ohne Ärmel mit einer oder mehreren Pelerinen, denn er sollte auch das Gewehr vor Nässe und Frost schützen. Nach anderen Angaben hatte er Ärmel oder eine Kapuze. Der Roquelor gehörte nicht zur Uniform und trug keine Abzeichen. 
Abgeschafft wurde er infolge der Heeresreform im Jahre 1808, als nach über einhundert Jahren in der preußischen Armee wieder Uniformmäntel eingeführt wurden. Reisende und Kutscher trugen den Roquelor noch bis weit ins 19. Jahrhundert. Sein Name ging vermutlich auf den französischen Marschall Herzog Antoine Gaston de Roquelaure (1656–1738) zurück, der im Zeitalter Ludwigs XIV. diente.